# Чемпионат России по кёрлингу среди смешанных команд 2015
Чемпионат России по кёрлингу среди смешанных команд 2015 года (Чемпионат России по кёрлингу в дисциплине микст 2015) проводился с 14 по 17 мая в городе Сочи на арене «Ледяной куб». Турнир проводился в ?-й раз.
В турнире принимало участие 16 команд из Москвы (5 команд), Санкт-Петербурга (5 команд), Московской области (4 команды), Краснодарского края (1 команда), Красноярска (1 команда).
Чемпионами России стала команда «Сборная Санкт-Петербурга» (скип Алексей Целоусов), победившая в финале команду «Сборная Санкт-Петербурга 2» (скип Александр Крушельницкий). Третье место заняла команда «Сборная Москвы» (скип Александр Кириков), победившая в матче за бронзу команду «Сборная команда Санкт-Петербурга» (скип Матвей Вакин).

## Формат соревнований
Команды разбиваются на 2 группы (А, Б) по 8 команд, где играют друг с другом по круговой системе в один круг. На групповом этапе командам начисляются очки: за победу — 2 очка, за поражение — 1 очко. Затем 4 команды, занявшие в группах 1-е и 2-е места, выходят в плей-офф, где играют по олимпийской системе. Сначала команды встречаются в полуфиналах; победители полуфиналов в финале разыгрывают 1-е и 2-е места, проигравшие в полуфиналах разыгрывают между собой 3-е и 4-е места.

## Команды
|          | Команда                          | Четвёртый (скип)        | Третий                  | Второй           | Первый             |
| -------- | -------------------------------- | ----------------------- | ----------------------- | ---------------- | ------------------ |
| Группа A |                                  |                         |                         |                  |                    |
| А1       | Зекурион (Москва)                | Алексей Камнев          | ?                       | ?                | ?                  |
| А2       | УОР №2 (Санкт-Петербург)         | Пантелеймон Лаппо       | ?                       | ?                | ?                  |
| А3       | Краснодарский край               | Роман Кутузов           | Ольга Жаркова           | Сергей Глухов    | Елена Жучкова      |
| А4       | Сборная Санкт-Петербурга 2       | Александр Крушельницкий | Мария Дуюнова           | Даниил Горячев   | Яна Гаршина        |
| А5       | Москвич 1 (Москва)               | Алина Биктимирова       | Александр Кузьмин       | Надежда Карелина | Данила Цымбал      |
| А6       | Сборная Санкт-Петербурга 3       | Дмитрий Старцев         | ?                       | ?                | ?                  |
| А7       | Московская область 1             | Алексей Куликов         | ?                       | ?                | ?                  |
| А8       | Сборная Москвы                   | Александр Кириков       | Виктория Макаршина      | Вадим Школьников | Елизавета Лебедева |
| Группа Б |                                  |                         |                         |                  |                    |
| Б1       | Сборная Санкт-Петербурга         | Алина Ковалёва (4-й)    | Алексей Целоусов (скип) | Ульяна Васильева | Евгений Климов     |
| Б2       | Московская область 2             | Василий Тележкин        | Анастасия Москалёва     | ?                | ?                  |
| Б3       | Московская область 3             | Михаил Васьков          | ?                       | ?                | ?                  |
| Б4       | Москвич 2 (Москва)               | ? Борисова              | ?                       | ?                | ?                  |
| Б5       | Московская область 4             | ? Рязанова              | ?                       | ?                | ?                  |
| Б6       | Сборная клубов Москвы            | ? Пузанов               | ?                       | ?                | ?                  |
| Б7       | Красноярский колледж ОР          | ? Жарников              | ?                       | ?                | ?                  |
| Б8       | Сборная команда Санкт-Петербурга | Матвей Вакин            | Полина Биккер           | Сергей Варламов  | Вероника Тепляшина |

## Результаты соревнований

### Групповой этап
Группа А
|    | Команда                                    | А1   | А2  | А3  | А4   | А5  | А6   | А7  | А8  | В | П | О  | Т, см  | Место |
| -- | ------------------------------------------ | ---- | --- | --- | ---- | --- | ---- | --- | --- | - | - | -- | ------ | ----- |
| А1 | Зекурион (Камнев)                          | *    | 3:6 | 2:3 | 5:10 | 5:4 | 8:2  | 1:8 | 4:5 | 2 | 5 | 11 | 1074,3 | 8     |
| А2 | УОР №2 (Лаппо)                             | 6:3  | *   | 3:8 | 5:8  | 1:6 | 7:3  | 3:5 | 3:7 | 2 | 5 | 11 | 1004,7 | 7     |
| А3 | Краснодарский край (Кутузов)               | 3:2  | 8:3 | *   | 6:7  | 8:7 | 6:8  | 9:1 | 2:6 | 4 | 3 | 15 | 666,2  | 3     |
| А4 | Сборная Санкт-Петербурга 2 (Крушельницкий) | 10:5 | 8:5 | 7:6 | *    | 4:5 | 10:2 | 6:4 | 6:1 | 6 | 1 | 19 | 640,5  | 1     |
| А5 | Москвич 1 (Биктимирова)                    | 4:5  | 6:1 | 7:8 | 5:4  | *   | 4:6  | 7:3 | 5:4 | 4 | 3 | 15 | 1250,5 | 4     |
| А6 | Сборная Санкт-Петербурга 3 (Старцев)       | 2:8  | 3:7 | 8:6 | 2:10 | 6:4 | *    | 6:5 | 3:4 | 3 | 4 | 13 | 921,2  | 5     |
| А7 | Московская область 1 (Куликов)             | 8:1  | 5:3 | 1:9 | 4:6  | 3:7 | 5:6  | *   | 7:5 | 3 | 4 | 13 | 634,2  | 6     |
| А8 | Сборная Москвы (Кириков)                   | 5:4  | 7:3 | 6:2 | 1:6  | 4:5 | 4:3  | 5:7 | *   | 4 | 3 | 15 | 1016,5 | 2     |

Группа Б
|    | Команда                                  | Б1  | Б2  | Б3  | Б4  | Б5  | Б6   | Б7  | Б8   | В | П | О  | Т, см  | Место |
| -- | ---------------------------------------- | --- | --- | --- | --- | --- | ---- | --- | ---- | - | - | -- | ------ | ----- |
| Б1 | Сборная Санкт-Петербурга (Целоусов)      | *   | 7:2 | 8:1 | 6:4 | 8:2 | 8:3  | 8:0 | 8:1  | 7 | 0 | 21 | 683,7  | 1     |
| Б2 | Московская область 2 (Тележкин)          | 2:7 | *   | 5:2 | 5:4 | 3:6 | 7:3  | 7:4 | 2:4  | 4 | 3 | 15 | 899,5  | 3     |
| Б3 | Московская область 3 (Васьков)           | 1:8 | 2:5 | *   | 6:7 | 3:5 | 5:7  | 9:3 | 7:5  | 2 | 5 | 11 | 1501,3 | 6     |
| Б4 | Москвич 2 (Борисова)                     | 4:6 | 4:5 | 7:6 | *   | 8:2 | 9:3  | 5:4 | 3:4  | 4 | 3 | 15 | 959,8  | 4     |
| Б5 | Московская область 4 (Рязанова)          | 2:8 | 6:3 | 5:3 | 2:8 | *   | 8:4  | 6:3 | 5:6  | 4 | 3 | 15 | 986,8  | 5     |
| Б6 | Сборная клубов Москвы (Пузанов)          | 3:8 | 3:7 | 7:5 | 3:9 | 4:8 | *    | 5:6 | 2:12 | 1 | 6 | 9  | 1386,3 | 8     |
| Б7 | Красноярский колледж ОР (Жарников)       | 0:8 | 4:7 | 3:9 | 4:5 | 3:6 | 6:5  | *   | 1:8  | 1 | 6 | 9  | 1299,2 | 7     |
| Б8 | Сборная команда Санкт-Петербурга (Вакин) | 1:8 | 4:2 | 5:7 | 4:3 | 6:5 | 12:2 | 8:1 | *    | 5 | 2 | 17 | 797,9  | 2     |

     Проходят в плей-офф

### Плей-офф
|  | Полуфиналы                                 | Полуфиналы                                 | Полуфиналы                                 | Полуфиналы                                 | Полуфиналы                                 | Полуфиналы                                 | Полуфиналы                                 | Полуфиналы                                 | Полуфиналы                                 | Полуфиналы |                                            |                                            | Финал                                      | Финал                                      | Финал                                      | Финал                                      | Финал                                      | Финал                                      | Финал                                      | Финал                               | Финал                               | Финал |
|  |                                            |                                            |                                            |                                            |                                            |                                            |                                            |                                            |                                            |            |                                            |                                            |                                            |                                            |                                            |                                            |                                            |                                            |                                            |                                     |                                     |       |
|  | Сборная Санкт-Петербурга 2 (Крушельницкий) | Сборная Санкт-Петербурга 2 (Крушельницкий) | Сборная Санкт-Петербурга 2 (Крушельницкий) | Сборная Санкт-Петербурга 2 (Крушельницкий) | Сборная Санкт-Петербурга 2 (Крушельницкий) | Сборная Санкт-Петербурга 2 (Крушельницкий) | Сборная Санкт-Петербурга 2 (Крушельницкий) | Сборная Санкт-Петербурга 2 (Крушельницкий) | Сборная Санкт-Петербурга 2 (Крушельницкий) | 6          |                                            |                                            |                                            |                                            |                                            |                                            |                                            |                                            |                                            |                                     |                                     |       |
|  | Сборная Санкт-Петербурга 2 (Крушельницкий) | Сборная Санкт-Петербурга 2 (Крушельницкий) | Сборная Санкт-Петербурга 2 (Крушельницкий) | Сборная Санкт-Петербурга 2 (Крушельницкий) | Сборная Санкт-Петербурга 2 (Крушельницкий) | Сборная Санкт-Петербурга 2 (Крушельницкий) | Сборная Санкт-Петербурга 2 (Крушельницкий) | Сборная Санкт-Петербурга 2 (Крушельницкий) | Сборная Санкт-Петербурга 2 (Крушельницкий) | 6          |                                            |                                            |                                            |                                            |                                            |                                            |                                            |                                            |                                            |                                     |                                     |       |
|  | Сборная команда Санкт-Петербурга (Вакин)   | Сборная команда Санкт-Петербурга (Вакин)   | Сборная команда Санкт-Петербурга (Вакин)   | Сборная команда Санкт-Петербурга (Вакин)   | Сборная команда Санкт-Петербурга (Вакин)   | Сборная команда Санкт-Петербурга (Вакин)   | Сборная команда Санкт-Петербурга (Вакин)   | Сборная команда Санкт-Петербурга (Вакин)   | Сборная команда Санкт-Петербурга (Вакин)   | 3          |                                            |                                            |                                            |                                            |                                            |                                            |                                            |                                            |                                            |                                     |                                     |       |
|  |                                            |                                            |                                            |                                            |                                            |                                            |                                            |                                            |                                            |            | Сборная Санкт-Петербурга 2 (Крушельницкий) | Сборная Санкт-Петербурга 2 (Крушельницкий) | Сборная Санкт-Петербурга 2 (Крушельницкий) | Сборная Санкт-Петербурга 2 (Крушельницкий) | Сборная Санкт-Петербурга 2 (Крушельницкий) | Сборная Санкт-Петербурга 2 (Крушельницкий) | Сборная Санкт-Петербурга 2 (Крушельницкий) | Сборная Санкт-Петербурга 2 (Крушельницкий) | Сборная Санкт-Петербурга 2 (Крушельницкий) | 1                                   |                                     |       |
|  |                                            |                                            |                                            |                                            |                                            |                                            |                                            |                                            |                                            |            | Сборная Санкт-Петербурга 2 (Крушельницкий) | Сборная Санкт-Петербурга 2 (Крушельницкий) | Сборная Санкт-Петербурга 2 (Крушельницкий) | Сборная Санкт-Петербурга 2 (Крушельницкий) | Сборная Санкт-Петербурга 2 (Крушельницкий) | Сборная Санкт-Петербурга 2 (Крушельницкий) | Сборная Санкт-Петербурга 2 (Крушельницкий) | Сборная Санкт-Петербурга 2 (Крушельницкий) | Сборная Санкт-Петербурга 2 (Крушельницкий) | 1                                   |                                     |       |
|  |                                            |                                            |                                            |                                            |                                            |                                            |                                            |                                            |                                            |            |                                            |                                            | Сборная Санкт-Петербурга (Целоусов)        | Сборная Санкт-Петербурга (Целоусов)        | Сборная Санкт-Петербурга (Целоусов)        | Сборная Санкт-Петербурга (Целоусов)        | Сборная Санкт-Петербурга (Целоусов)        | Сборная Санкт-Петербурга (Целоусов)        | Сборная Санкт-Петербурга (Целоусов)        | Сборная Санкт-Петербурга (Целоусов) | Сборная Санкт-Петербурга (Целоусов) | 5     |
|  | Сборная Санкт-Петербурга (Целоусов)        | Сборная Санкт-Петербурга (Целоусов)        | Сборная Санкт-Петербурга (Целоусов)        | Сборная Санкт-Петербурга (Целоусов)        | Сборная Санкт-Петербурга (Целоусов)        | Сборная Санкт-Петербурга (Целоусов)        | Сборная Санкт-Петербурга (Целоусов)        | Сборная Санкт-Петербурга (Целоусов)        | Сборная Санкт-Петербурга (Целоусов)        | 6          |                                            |                                            | Сборная Санкт-Петербурга (Целоусов)        | Сборная Санкт-Петербурга (Целоусов)        | Сборная Санкт-Петербурга (Целоусов)        | Сборная Санкт-Петербурга (Целоусов)        | Сборная Санкт-Петербурга (Целоусов)        | Сборная Санкт-Петербурга (Целоусов)        | Сборная Санкт-Петербурга (Целоусов)        | Сборная Санкт-Петербурга (Целоусов) | Сборная Санкт-Петербурга (Целоусов) | 5     |
|  | Сборная Санкт-Петербурга (Целоусов)        | Сборная Санкт-Петербурга (Целоусов)        | Сборная Санкт-Петербурга (Целоусов)        | Сборная Санкт-Петербурга (Целоусов)        | Сборная Санкт-Петербурга (Целоусов)        | Сборная Санкт-Петербурга (Целоусов)        | Сборная Санкт-Петербурга (Целоусов)        | Сборная Санкт-Петербурга (Целоусов)        | Сборная Санкт-Петербурга (Целоусов)        | 6          |                                            |                                            |                                            |                                            |                                            |                                            |                                            |                                            |                                            |                                     |                                     |       |
|  | Сборная Москвы (Кириков)                   | Сборная Москвы (Кириков)                   | Сборная Москвы (Кириков)                   | Сборная Москвы (Кириков)                   | Сборная Москвы (Кириков)                   | Сборная Москвы (Кириков)                   | Сборная Москвы (Кириков)                   | Сборная Москвы (Кириков)                   | Сборная Москвы (Кириков)                   | 2          |                                            |                                            |                                            |                                            |                                            |                                            |                                            |                                            |                                            |                                     |                                     |       |
|  | Сборная Москвы (Кириков)                   | Сборная Москвы (Кириков)                   | Сборная Москвы (Кириков)                   | Сборная Москвы (Кириков)                   | Сборная Москвы (Кириков)                   | Сборная Москвы (Кириков)                   | Сборная Москвы (Кириков)                   | Сборная Москвы (Кириков)                   | Сборная Москвы (Кириков)                   | 2          |                                            |                                            |                                            |                                            |                                            |                                            |                                            |                                            |                                            |                                     |                                     |       |
|  |                                            |                                            |                                            |                                            |                                            |                                            |                                            |                                            |                                            |            |                                            |                                            |                                            |                                            |                                            |                                            |                                            |                                            |                                            |                                     |                                     |       |

|  | Матч за 3-е место                        |                                          |                                          |                                          |                                          |                                          |                                          |                                          |                                          |   |
|  |                                          |                                          |                                          |                                          |                                          |                                          |                                          |                                          |                                          |   |
|  | Сборная команда Санкт-Петербурга (Вакин) | Сборная команда Санкт-Петербурга (Вакин) | Сборная команда Санкт-Петербурга (Вакин) | Сборная команда Санкт-Петербурга (Вакин) | Сборная команда Санкт-Петербурга (Вакин) | Сборная команда Санкт-Петербурга (Вакин) | Сборная команда Санкт-Петербурга (Вакин) | Сборная команда Санкт-Петербурга (Вакин) | Сборная команда Санкт-Петербурга (Вакин) | 3 |
|  | Сборная команда Санкт-Петербурга (Вакин) | Сборная команда Санкт-Петербурга (Вакин) | Сборная команда Санкт-Петербурга (Вакин) | Сборная команда Санкт-Петербурга (Вакин) | Сборная команда Санкт-Петербурга (Вакин) | Сборная команда Санкт-Петербурга (Вакин) | Сборная команда Санкт-Петербурга (Вакин) | Сборная команда Санкт-Петербурга (Вакин) | Сборная команда Санкт-Петербурга (Вакин) | 3 |
|  | Сборная Москвы (Кириков)                 | Сборная Москвы (Кириков)                 | Сборная Москвы (Кириков)                 | Сборная Москвы (Кириков)                 | Сборная Москвы (Кириков)                 | Сборная Москвы (Кириков)                 | Сборная Москвы (Кириков)                 | Сборная Москвы (Кириков)                 | Сборная Москвы (Кириков)                 | 4 |
|  | Сборная Москвы (Кириков)                 | Сборная Москвы (Кириков)                 | Сборная Москвы (Кириков)                 | Сборная Москвы (Кириков)                 | Сборная Москвы (Кириков)                 | Сборная Москвы (Кириков)                 | Сборная Москвы (Кириков)                 | Сборная Москвы (Кириков)                 | Сборная Москвы (Кириков)                 | 4 |

### Итоговая классификация
| М  | Команда                                    | И | В | П |
| -- | ------------------------------------------ | - | - | - |
| 1  | Сборная Санкт-Петербурга (Целоусов)        | 9 | 9 | 0 |
| 2  | Сборная Санкт-Петербурга 2 (Крушельницкий) | 9 | 7 | 2 |
| 3  | Сборная Москвы (Кириков)                   | 9 | 5 | 4 |
| 4  | Сборная команда Санкт-Петербурга (Вакин)   | 9 | 5 | 4 |
| 5  | Краснодарский край (Кутузов)               | 7 | 4 | 3 |
| 5  | Московская область 2 (Тележкин)            | 7 | 4 | 3 |
| 7  | Москвич 1 (Биктимирова)                    | 7 | 4 | 3 |
| 7  | Москвич 2 (Борисова)                       | 7 | 4 | 3 |
| 9  | Сборная Санкт-Петербурга 3 (Старцев)       | 7 | 3 | 4 |
| 9  | Московская область 4 (Рязанова)            | 7 | 4 | 3 |
| 11 | Московская область 1 (Куликов)             | 7 | 3 | 4 |
| 11 | Московская область 3 (Васьков)             | 7 | 2 | 5 |
| 13 | УОР №2 (Лаппо)                             | 7 | 2 | 5 |
| 13 | Красноярский колледж ОР (Жарников)         | 7 | 1 | 6 |
| 15 | Зекурион (Камнев)                          | 7 | 2 | 5 |
| 15 | Сборная клубов Москвы (Пузанов)            | 7 | 1 | 6 |